# Lista över borgmästare i Lund
Detta är en lista över staden Lunds stads borgmästare.
- ? - ? — Hendrich Pap (borgmästare under 1600-talet, men exakta ämbetsår ej kända; troligen under stadens sista tid med danskt styre)
- 1660–1693 — Per Tollsten d.ä.
- 1693–1700 — Per Tollsten d.y.
- 1700–1728 — Olaus Nordsteen
- 1728–1738 — Zacharias Melander
- 1738–1758 — Gustaf Sommelius
- 1758–1761 — borgmästarämbetet obesatt sedan "penningar utgivits eller åtminstone tillbjudits för rösters undfående" vid valet 1758
- 1761–1774 — Jacob Samuel Borup
- 1774–1802 — Nils Sommelius
- 1802–1824 — Adolf Fredrik Bjugg
- 1824–1855 — Johan Bäckström
- 1855–1878 — Lars Billström
- 1878–1889 — Eskilander Thomasson (tjänstledig från 1886 på grund av uppdrag som justitieombudsman)
- 1890–1900 — Thomas Henrik Möller (även tillförordnad borgmästare 1886–1889)
- 1900–1921 — Carl Brink
- 1921 — Nils Andersson (vald men avled samma dag han skulle tillträda)
- 1921–1939 — Pehr Gamstorp
- 1941–1967 — Martin Lembke
- 1967–1970 — Evert Persson (från 1971 lagman vid Lunds tingsrätt)